# Rogeria stigmatica
Rogeria stigmatica é uma espécie de formiga do gênero Rogeria, pertencente à subfamília Myrmicinae.